# 聖安布羅焦島

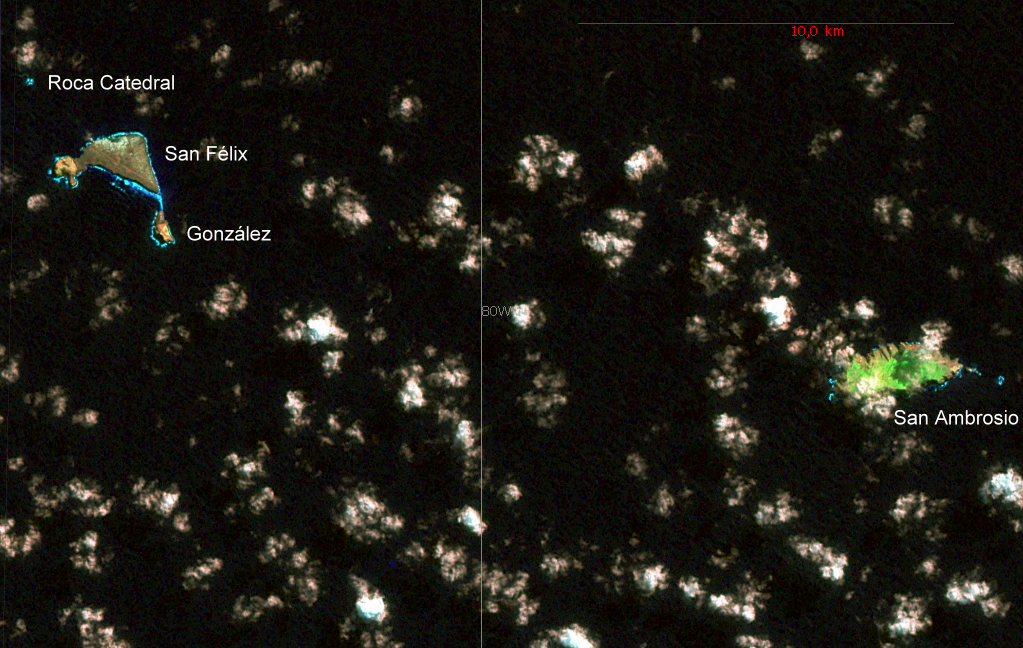

聖安布羅焦島是智利的島嶼，位於該國西部太平洋海域，由瓦爾帕萊索大區負責管轄，屬於德斯溫特德群島的一部分，長3.5公里、寬1.5公里，面積2.2平方公里，最高點海拔高度479米，島上無人居住。